# Ballina (Condado de Mayo)
Ballina é a maior cidade do Condado de Mayo na República da Irlanda. Localiza-se na tfoz do Rio Moy próximo a Baia Killala, no vale Moy, com faixa da Mountanha Ox Mountain a leste e as montanhas Nephin Beg a oeste. O nome é derivado de Béal an Átha ['foz de vau'] ou Béal Átha an Fheadha em irlandês).    

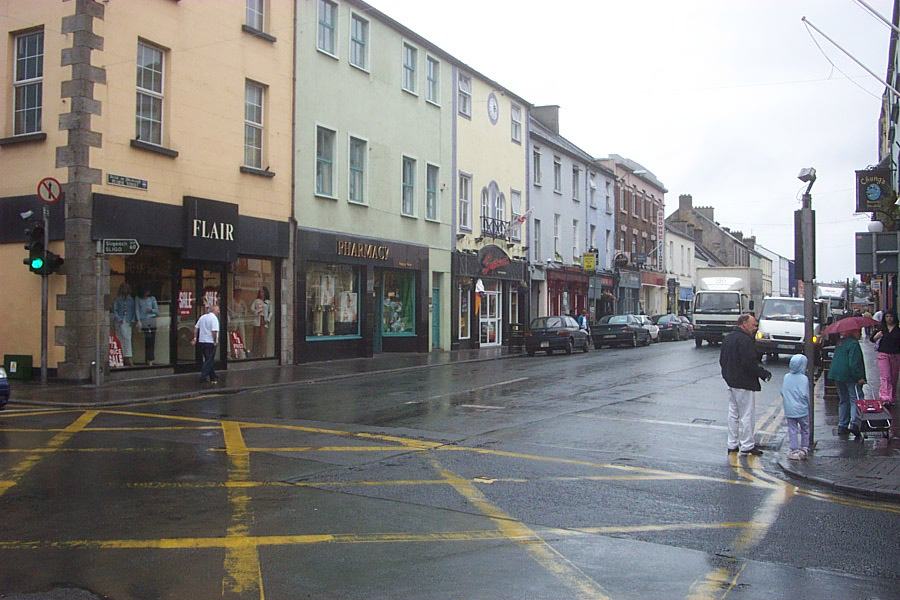
Centro da cidade

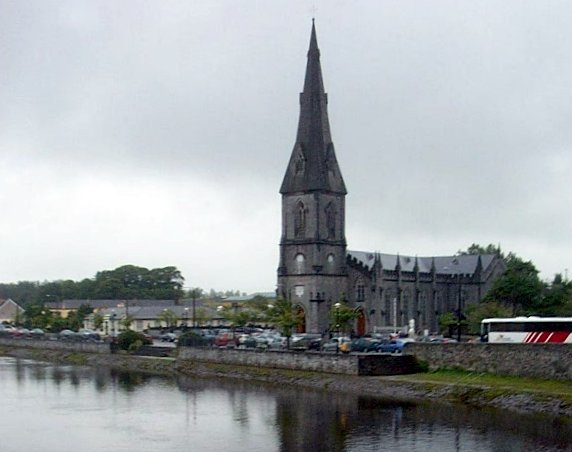
Catedral de São Murdack em Ballina